# Fator terceiro homem

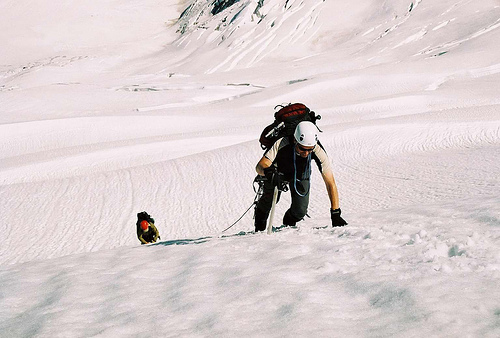
Dois alpinistas

O Fator do terceiro homem ou síndrome do terceiro homem são as situações relatadas em que uma presença invisível, como um espírito, fornece conforto ou apoio durante experiências traumáticas.

## História
Sir Ernest Shackleton, em seu livro South de 1919, descreveu sua crença de que um companheiro incorpóreo juntou-se a ele e seus homens durante a etapa final de sua jornada na Antártica. Shackleton escreveu, "durante aquela longa e torturante marcha de trinta e seis horas sobre as montanhas e geleiras sem nome da Geórgia do Sul, parecia-me muitas vezes que éramos quatro, não três". Sua admissão resultou em outros sobreviventes de extrema dificuldade se apresentando e compartilhando experiências semelhantes.

Quem é o terceiro que caminha sempre ao seu lado?

Quando eu conto, só há você e eu juntos

Mas quando eu olho para a frente na estrada branca

Sempre tem outro caminhando ao seu lado

Deslizando envolto em um manto marrom, encapuzado

não sei se homem ou mulher

— Mas quem é esse do outro lado?

T. S. Eliot, Predefinição:Cws

As linhas 359 a 365 do poema modernista de TS Eliot de 1922 , The Waste Land, foram inspiradas na experiência de Shackleton, conforme declarado pelo autor nas notas incluídas na obra. É a referência ao "terceiro" neste poema que deu nome a esse fenômeno (quando poderia ocorrer até mesmo para uma única pessoa em perigo).

Nos últimos anos, aventureiros conhecidos como o alpinista Reinhold Messner e os exploradores polares Peter Hillary e Ann Bancroft relataram a experiência. Um estudo de casos envolvendo aventureiros relatou que o maior grupo envolvia alpinistas, com marinheiros solitários e sobreviventes de naufrágio sendo o segundo grupo mais comum, seguido por exploradores polares. Alguns jornalistas relacionaram isso com o conceito de anjo da guarda ou amigo imaginário . As explicações científicas consideram isso um mecanismo de enfrentamento ou um exemplo de mentalidade bicameral . O conceito foi popularizado por um livro de 2009 de John G. Geiger, The Third Man Factor, que documenta dezenas de exemplos. Uma experiência semelhante foi documentada pelo alpinista Joe Simpson em seu livro "Touching the Void", relatando sua experiência de quase morte nos Andes peruanos. Simpson documenta como houve "UMA VOZ" que o encorajou e o dirigiu enquanto ele rastejava de volta ao acampamento base depois de sofrer uma lesão horrível na perna no alto de Siula Grande e cair de um penhasco em uma fenda.

Psicólogos modernos têm usado o "fator terceiro homem" para tratar vítimas de trauma. O "caráter interior cultivado" oferece suporte e conforto imaginários.